# Компас Адрианова
Ко́мпас Адриа́нова — российский и советский штатный военный наручный компас, конструкция которого была создана русским картографом В. Н. Адриановым в 1907 году. Наряду с артиллерийским компасом АК он считался самым распространённым навигационным инструментом в Вооружённых Силах СССР. В конструкции современных вариантов компаса Адрианова не содержатся радиоактивные вещества, для свечения стрелок в темноте используется светонакопитель на основе сульфида цинка, который опасности не представляет.

## Конструкция
Кольцевой лимб компаса Адрианова имеет шкалу в градусах и тысячных с ценой деления лимба, равной 3° или 50 тысячным. Значения градусных делений возрастают по ходу часовой стрелки, а тысячных — против. Стеклянная вращающаяся крышка компаса может быть использована как визирное приспособление для отсчёта углов или визирования в любом направлении. Для отсчётов по шкале лимба на внутренней стенке крышки напротив прорези и мушки предусмотрены указательные маркеры. В целях упрощения манипуляций с компасом в тёмное время суток эти указатели, как и северный конец магнитной стрелки, покрыты светонакопителем (более поздние экземпляры нерадиоактивны). Существовали варианты компаса (выпускавшиеся до 1950-х годов), содержавшие светомассу постоянного действия, которая включала в себя допированный атомами меди сульфид цинка и побочные продукты химической очистки природного урана (преимущественно радиоактивный изотоп 226Ra). Радий-226 и некоторые из его короткоживущих дочерних радионуклидов (свинец-214 и висмут-214) испускают гамма-излучение. Эти гамма-линии с энергиями 186,2 кэВ, 295,2 кэВ, 351,9 кэВ, 609,3 кэВ, 1120,3 кэВ, 1764,5 кэВ могут регистрироваться бытовыми индикаторами ионизирующего излучения на основе счётчиков Гейгера, но активность достаточно мала и не представляет опасности для здоровья в случае, если компас не повреждён. Определить без дозиметра, использована ли в компасе радиоактивная светомасса, можно следующим образом: засветить компас фонариком и оставить его на длительное время без доступа света. В случае нерадиоактивного светонакопителя компас перестанет светиться через 2,5—3 часа. Менее достоверно будет определить по цвету светосостава. Если он зелёный или белый — скорее всего не радиоактивен, если же коричневый, оранжевый или горчичный — радиоактивен. Ни в коем случае нельзя разбирать радиоактивный компас — можно загрязнить помещение радиоактивной пылью, и она же может попасть в лёгкие, хотя удельная активность светомассы довольно низкая по сравнению с большинством приборов. 

Для фиксации магнитной стрелки в нерабочем положении компас снабжён арретиром, который прижимает её к стеклу крышки корпуса.